# Aeginetia sinensis
Aeginetia sinensis är en snyltrotsväxtart som beskrevs av Günther von Mannagetta und Lërchenau Beck. Aeginetia sinensis ingår i släktet Aeginetia och familjen snyltrotsväxter. Inga underarter finns listade i Catalogue of Life.

## Bildgalleri

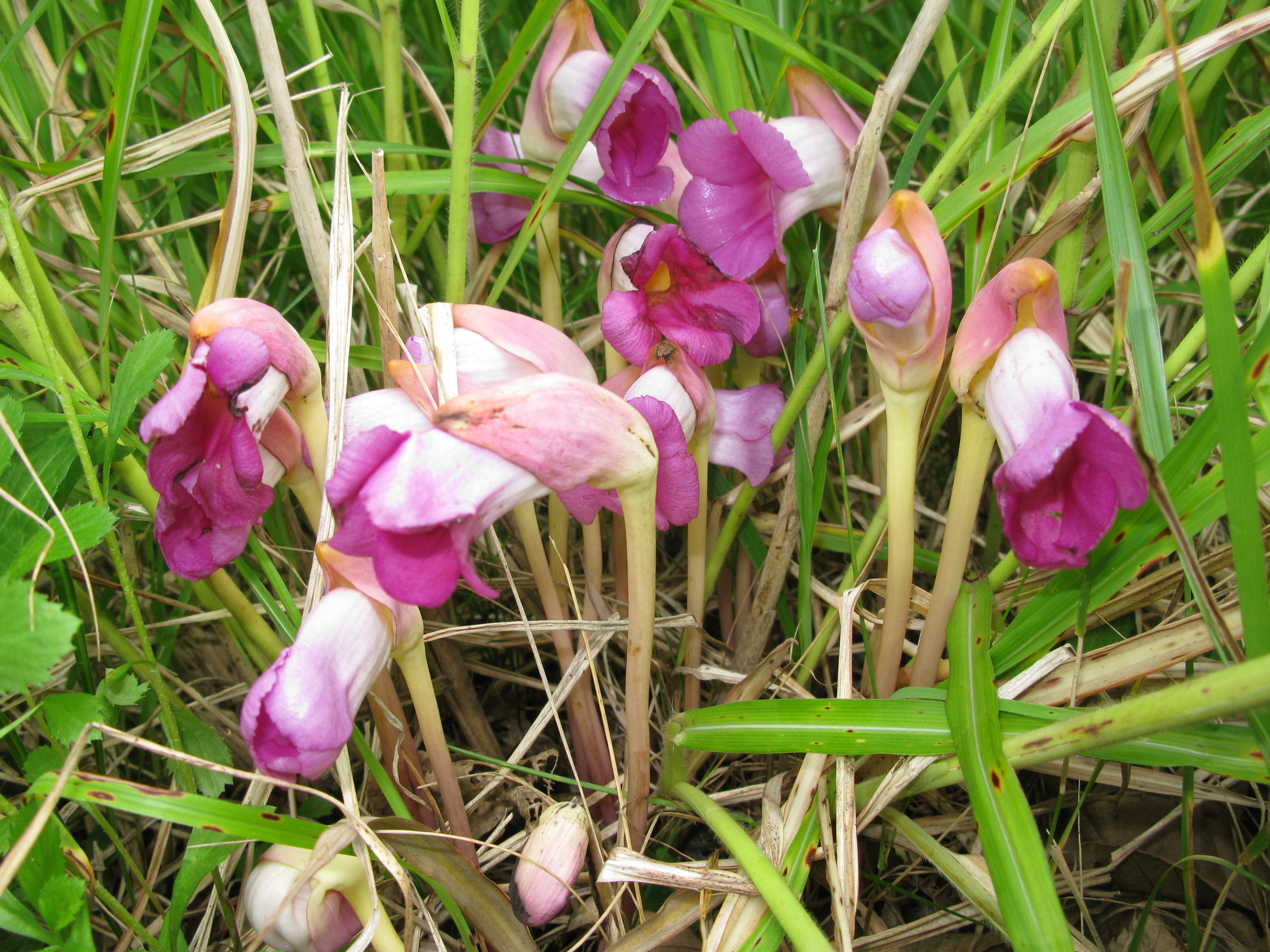